# Manoel Urbano (ort)
Manoel Urbano är en ort i Brasilien.   Den ligger i kommunen Manoel Urbano och delstaten Acre, i den västra delen av landet, 2 400 km väster om huvudstaden Brasília. Manoel Urbano ligger 165 meter över havet och antalet invånare är 4 065.
Terrängen runt Manoel Urbano är platt. Trakten runt Manoel Urbano är nära nog obefolkad, med mindre än två invånare per kvadratkilometer..
Omgivningarna runt Manoel Urbano är en mosaik av jordbruksmark och naturlig växtlighet.